# Nymphon elongatum
Nymphon elongatum är en havsspindelart som beskrevs av Hilton, W.A. 1942. Nymphon elongatum ingår i släktet Nymphon och familjen Nymphonidae. Inga underarter finns listade i Catalogue of Life.